# Aníbal Mocarbel

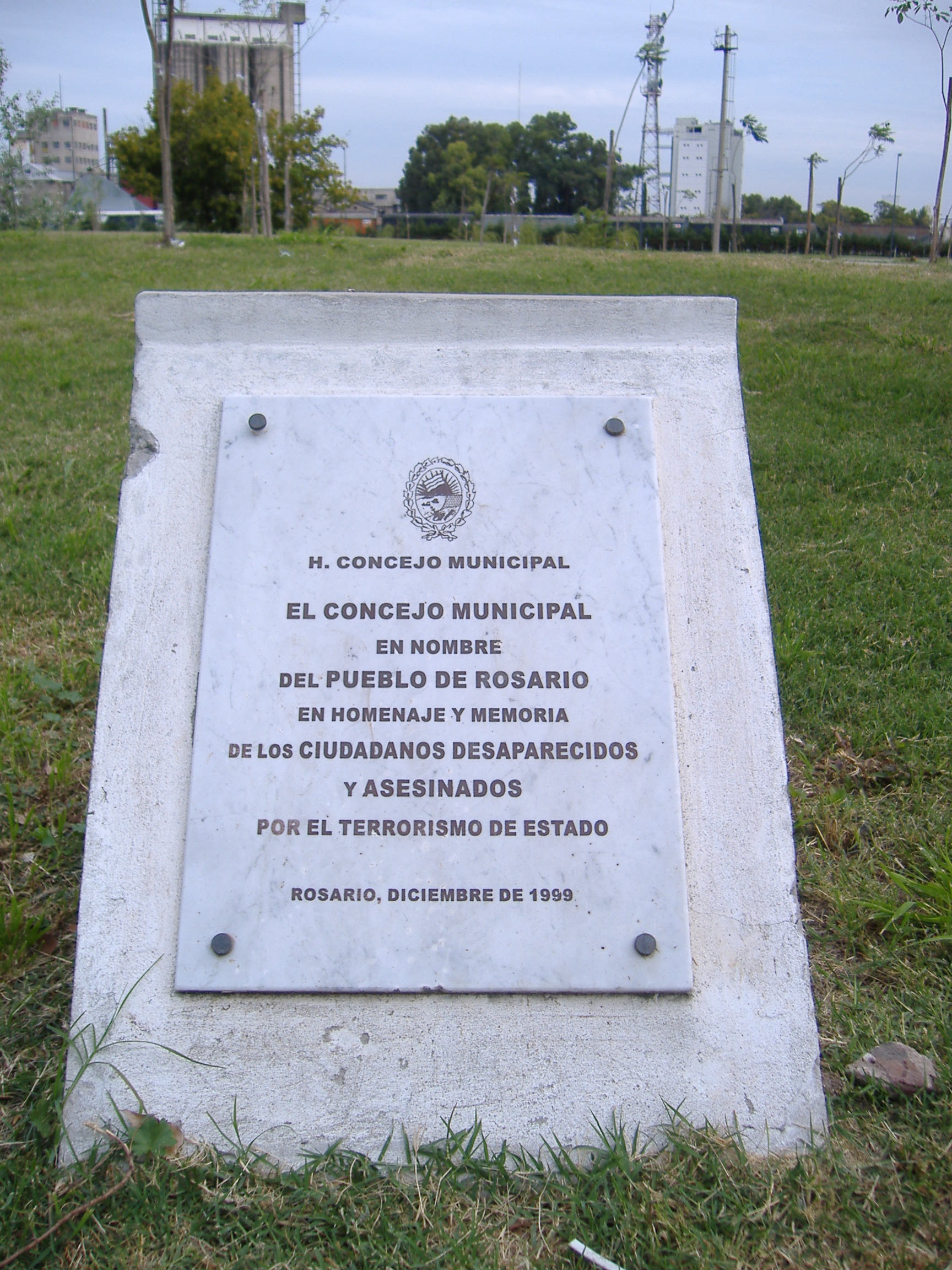
Recordatorio desaparecidos, Rosario

Aníbal Artemio Mocarbel (Aldea Brasilera, 4 de noviembre de 1948, secuestrado desaparecido en Rosario, 28 de febrero de 1977) fue un militante de Juventud Universitaria Peronista  y Montoneros, secuestrado desaparecido por la última dictadura cívico militar.

## Reseña
Llegó a Rosario a mediados de la década del 60 para estudiar Arquitectura en la UNR mientras trabajaba como carpintero. Militó en el grupo Acción Católica y luego se integró a la Unión de Estudiantes del Litoral  donde fue uno de los responsables de introducir el peronismo en la universidad. Participó de la organización del Rosariazo y a principios de los setenta se sumó al denominado Peronismo de Base, y luego fue uno de los fundadores de la Fuerzas Armadas Revolucionarias.

## Secuestro y desaparición
Fue secuestrado,  junto con su esposa María Luisa Rubinelli por un grupo de civiles que se identificaron como policías y llevados al centro clandestino de detención “La Calamita” de Granadero Baigorria,  antes de su asesinato. Existe la posibilidad de que hubiesen estado en un segundo CCD en Granadero Baigorria: la Quinta Canut.
Rubinelli fue liberada un mes después en el barrio Fisherton y sus secuestradores le dijeron que "olvidara lo ocurrido", pero ella recorrió todas las instancias para intentar hallarlo.

## Juicio Guerrieri III

### El noveno juicio de lesa humanidad en Rosario
En el juicio Guerrieri III se investigaron entre otros delitos, los asesinatos de Aníbal Mocarbel, Marta María Forestello, Eduardo José Toniolli, Guillermo White, Edgar Tulio Valenzuela y varias decenas más de desaparecidos.
Entre numerosos testimonios, Rubinelli contó que en descuido de sus captores logró ver a su marido “tirado en un colchón, vendado y esposado y a otros hombres en la misma condición”.
En 2017 se dictó prisión perpetua y cárcel común a todos los implicados en la causa: Eduardo Costanzo, los ex PCI Walter Pagano, Ariel López, Juan Andrés Cabrera y Rodolfo Daniel Isach (que también era policía), y los militares Pascual Guerrieri; Marino Héctor González; Alberto Pelliza; Jorge Fariña y Juan Amelong, integrantes del Destacamento de Inteligencia 121 de Rosario durante la última dictadura. Nueve de ellos ya habían sido sentenciados en otros juicios.

## Homenaje
En marzo de 2012, fue colocado un mural que ocupaba casi todo el frente del Consejo General de Educación en Paraná, con la foto de Mocarbel junto al resto de entrerrianos desaparecidos durante la dictadura.

## Identificación
En junio de 2020 el Juzgado Federal N° 4 de Rosario declaró que los restos oportunamente exhumados por el Equipo Argentino de Antropología Forense (EAAF) en octubre de 2011 en el cementerio La Piedad de Rosario, pertenecen a quien en vida fuera Aníbal Artemio Mocarbel Ruhl.  La difusión de la identificación de sus restos se postergó hasta que se le informó a su esposa, en los primeros días de abril de 2021.